# Кантемир, Антиох Дмитриевич
Князь Антио́х Дми́триевич Кантеми́р (10 [21] сентября 1709, Константинополь, по другим данным Яссы — 31 марта [11 апреля] 1744, Париж) — русский поэт-сатирик и дипломат молдавского происхождения, деятель раннего русского Просвещения. Наиболее крупный русский поэт силлабической эпохи (до реформы Тредиаковского-Ломоносова). Отмечают, что его творчество сыграло значительную роль в развитии русского литературного языка и стихосложения.

## Жизнь
Младший сын молдавского господаря Дмитрия Константиновича Кантемира (1673—1723) и Кассандры Кантакузен, дочери бывшего валашского господаря Щербана I.
Родился в Константинополе. В 1711 году семья Кантемира переехала в Россию, где его отец получил княжеский титул. Сестра Антиоха Мария стала, по некоторым данным, любовницей императора Петра I.
Получил превосходное домашнее образование, дополненное кратковременным пребыванием в Славяно-греко-латинской академии и Академии наук.
На пятнадцатом году жизни он потерял отца, который в духовном завещании отписал всё своё имущество тому из своих сыновей, который проявит наибольшее расположение к научным занятиям, причём он имел в виду именно Антиоха, «в уме и науках от всех лучшего».
Кантемир принимал участие в событиях, приведших к приходу к власти императрицы Анны Иоанновны; именно он прочёл дворянскую челобитную о принятии титула императрицы (удовлетворить её означало уничтожить Кондиции, выработанные Верховным Тайным советом). Однако позже, когда зашла речь о предоставлении политических прав дворянству, Кантемир решительно высказался за сохранение государственного строя, установленного Петром I.
1 января 1732 года Кантемир уехал за границу, чтобы занять пост русского резидента (посланника) в Лондоне. Во внутренней политической жизни России участия более не принимал, состоял первоначально (до 1738) представителем России в Лондоне, а затем в Париже. Кантемир скончался 31 марта (11 апреля) 1744 в Париже и погребён в соборе Московского Никольского греческого монастыря. Ныне места его захоронения не существует. Зимой 1935 года строения монастыря, включая захоронения, были снесены для постройки здания Народного комиссариата тяжелой промышленности СССР. Еще в начале февраля 1935 года руководство Комитета охраны памятников при Президиуме ВЦИК Совета рабочих, крестьянских и красноармейских депутатов обратилась с письмом в Государственный исторический музей. В этом письме содержалась просьба в виду «происходящего сноса собора бывшего Греческого монастыря на Никольской улице» произвести «вскрытие находящихся там гробниц для изъятия музейных вещей и вывезти в литературный уголок нового кладбища бывшего Новодевичьего монастыря останки первого российского сатирика Антиоха Кантемира». На это письмо была наложена резолюция: «К сожалению, ваше обращение опоздало на месяц».

## Литературная деятельность

### Ранние произведения
Литературная деятельность Кантемира началась в середине 1720-х годов. Он пишет любовную лирику, выполняет переводы с французского. К тому же времени относятся и первые его опыты в сатирическом жанре.
В 1727 году юный Кантемир публикует первую свою книгу, весьма полезную и поныне для всех интересующихся церковнославянским языком: «Сѷмфѡnía, илѝ Согла́сіе, на б[о]годухнове́нную кни́гу ѱалмѡ́въ Ц[а]ря̀ и Проро́ка Д[а]в[í]да», в которой для каждого слова из церковнославянской Псалтири выписаны все (если их не чрезвычайно много) случаи его употребления с указанием номеров псалма и стиха. Книга посвящена императрице Екатерине I, которая весьма способствовала её изданию. В предисловии Кантемир говорит так: «Трудок бо сей прилежности паче, неже остроумия указанием есть; и который, разве что бл[а]гочестнаго предвосприятия, и зеленеющагося, в немже написася, и с[вя]щенных писаний рачителнаго возраста лепотством приукрашается… Сочинися аки бы сам собою, за частое в с[вя]щенных псалмопениих упражнение…» Позже по образцу данной книги подобные росписи слов были сделаны другими авторами и для некоторых других частей церковнославянской Библии, хотя полностью эта работа в докомпьютерное время завершена не была.

### Сатиры
В 1729 году появляется его первая сатира, «На хулящих учение». Сатира имела мощный политический подтекст — после смерти Петра I многие в России выступали против начатых им преобразований. Сатира получила высокую оценку Феофана Прокоповича.

Гордость, леность, богатство — мудрость одолело,
Невежество знание уж местом посело;
То под митрой гордится, в шитом платье ходит,
Оно за красным сукном судит, полки водит.
Наука ободрана, в лоскутах обшита,
Из всех знатнейших домов с ругательством сбита.
Всего Кантемир сочинил 9 сатир, последние 4 — за границей. В них, следуя традиции просвещения он поучает «что такое хорошо, а что такое плохо», обличает пороки, как общественные, так и людские. Литературную деятельность Кантемир рассматривает как свой гражданский долг: в предисловии ко второй своей сатире он пишет: «На последний же их вопрос, кто меня судьею поставил, ответствую: что все, что я пишу, — пишу по должности гражданина, отбивая все то, что согражданам моим вредно быть может».
Вследствие своей злободневности, сатиры Антиоха Кантемира не издавались при его жизни, хотя хорошо были известны в списках. Первое издание его сатир, переведённых на французский язык, вышло в 1749 году в Лондоне. В России его сатиры впервые были изданы только в 1762 году, то есть через 18 лет после смерти автора.

### Перевод Фонтенеля
Се князь изображен Молдавский Кантемир,

Что первый был отцом российскиих сатир,

Которы в едкости Боаловым равнялись

И коих остротой читатели пленялись.

Но только ль что в стихах он разумом блистал?

Не меньше он и тем хвалы достоин стал,

Что дух в нём мудрого министра находился:

И весь британский двор политике его дивился.
1729 и 1730 были годами наибольшего расцвета таланта и литературной деятельности Кантемира. Он не только написал в этот период свои наиболее выдающиеся сатиры (первые три), но и перевёл книгу Фонтенеля «Разговоры о множестве миров», снабдив её подробными комментариями. Когда учитель Кантемира академик Христофор Гросс обратился в Академию наук с просьбой об издании «Разговоров», управляющий канцелярией Шумахер потребовал предварительного разрешения правительства и синода. Переписка по поводу разрешения тянулась до 1738 года, когда вопрос был наконец решён положительно, но книга вышла только в 1740 году. В литературе с подачи словаря Брокгауза-Ефрона часто воспроизводится утверждение, что при Елизавете Петровне она была запрещена, как «противная вере и нравственности». Однако документальных подтверждений этому нет, и более того, в 1761 году вышло второе издание.

### Стихотворения
Кроме того, Кантемир переложил несколько псалмов, начал писать басни, а в посвящениях своих сатир проложил путь позднейшим знаменитым составителям од, причём, однако, не скупился на сатирические замечания для выяснения тех надежд, которые русский «гражданин» возлагает на представителей власти. Такой же характер имеют и его басни. Он же впервые прибег к «эзоповскому языку», говоря о себе в эпиграмме «На Эзопа»: «Не прям будучи, прямо все говорить знаю… Много душ исправил я, уча правду ложно».

### Стихосложение Кантемира
В своих произведениях Кантемир использовал силлабический стих, но активно участвовал в дискуссиях о методах стихосложения, написав в 1743 году «Письмо Харитона Макентина к приятелю о сложении стихов русских», в котором он защищал силлабическое стихосложение. Эта работа была опубликована уже после смерти поэта в 1744 году. Работа Ломоносова «Письмо о правилах российского стихотворства» (1739) была Кантемиру неизвестна, хотя она открыла путь утвердившемуся в русской литературе силлабо-тоническому стихосложению.

### Философская терминология
Им были введены в оборот русской речи слова депутат, начало (принцип), наблюдение, естество (натура), вещество (материя), средоточие, критик, вкус (как способность к суждению). Кантемир также популяризовал возникший в его время термин понятие.

## Сочинения
- Кантемир А. Д. Сатиры и другие стихотворческие сочинения. — СПб., 1762.
- Собрание стихотворений. — Л.: Советский писатель, 1956.

## Память
- 13 февраля 2004 года во дворе филологического факультета СПбГУ был установлен бронзовый бюст. Скульптор Ион Здерчук (Молдавия)[15].

- Памятник А. Д. Кантемиру. Двор филологического факультета СПбГУ.
- Серебряная монета Молдавии, 2008 г.
- Почтовая марка Молдавии, 2008 г.

## В искусстве
- Антиох Кантемир является одним из героев исторического романа Валентина Пикуля «Слово и дело».